# アティトラン湖
座標: 北緯14度42分 西経91度12分 / 北緯14.700度 西経91.200度
アティトラン湖 (Lago de Atitlán) は、中米グアテマラのソロラ県にある湖である。
8万4千年前の火山の噴火によってできたカルデラ湖であり、周囲は断崖と3つの火山に囲まれている。また、周囲にはマヤ族の町や村もある。
湖の周囲の土壌は、コーヒーやトウモロコシなどの農作物の栽培に適している。湖内には多くの生き物が生息している。